# Équipe du Luxembourg féminine de football
Cet article traite de l'équipe féminine. Pour l'équipe masculine, voir Équipe du Luxembourg de football.
Maillots
L'équipe du Luxembourg féminine de football représente le Luxembourg sur la scène internationale de football féminin. La sélection est sous l'égide de la Fédération luxembourgeoise de football. L'équipe du Luxembourg ne s'est jamais qualifiée pour une compétition internationale.

## Histoire

### Les débuts
L'équipe nationale féminine participe depuis 2009 aux qualifications du Championnat d'Europe et depuis 2015 aux qualifications de la Coupe du monde.

## Classement FIFA
| Année              | 2006 | 2007 | 2008 | 2009 | 2010 | 2011 | 2012 | 2013 | 2014 | 2015 | 2016 | 2017 | 2018 | 2019 | 2020 | 2021 | 2022 | 2023 |
| ------------------ | ---- | ---- | ---- | ---- | ---- | ---- | ---- | ---- | ---- | ---- | ---- | ---- | ---- | ---- | ---- | ---- | ---- | ---- |
| Classement mondial | 70   | 93   | 90   | 81   | 97   | 101  | 98   | 89   | 105  | 112  | 99   | 92   | 112  | 116  | 110  | 118  | 118  | 116  |

## Parcours

### Parcours enChampionnat d'Europe
- 1984: Non inscrit
- 1987: Non inscrit
- 1989: Non inscrit
- 1991: Non inscrit
- 1993: Non inscrit
- 1995: Non inscrit
- 1997: Non inscrit
- 2001: Non inscrit
- 2005: Non inscrit
- 2009: Qualifications - Tour préliminaire - 2e groupe A3
- 2013: Qualifications - Tour préliminaire - 3e groupe 1
- 2017: Qualifications - Tour préliminaire - 4e groupe 1
- 2022: Qualifications - Tour préliminaire
- 2025: Qualifications - Tour préliminaire - barragiste

### Parcours enCoupe du monde
- 1991: Non inscrit
- 1995: Non inscrit
- 1999: Non inscrit
- 2003: Non inscrit
- 2007: Non inscrit
- 2011: Non inscrit
- 2015: Qualifications - Tour préliminaire - 4e groupe A
- 2019: Qualifications - Tour préliminaire - 4e groupe 4
- 2023: Qualifications - Tour préliminaire
- 2027: À venir